# Es Culleram

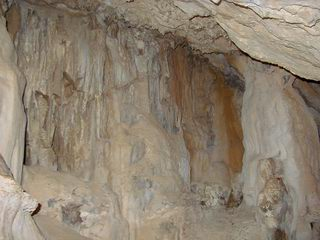
Der große Saal von Es Culleram

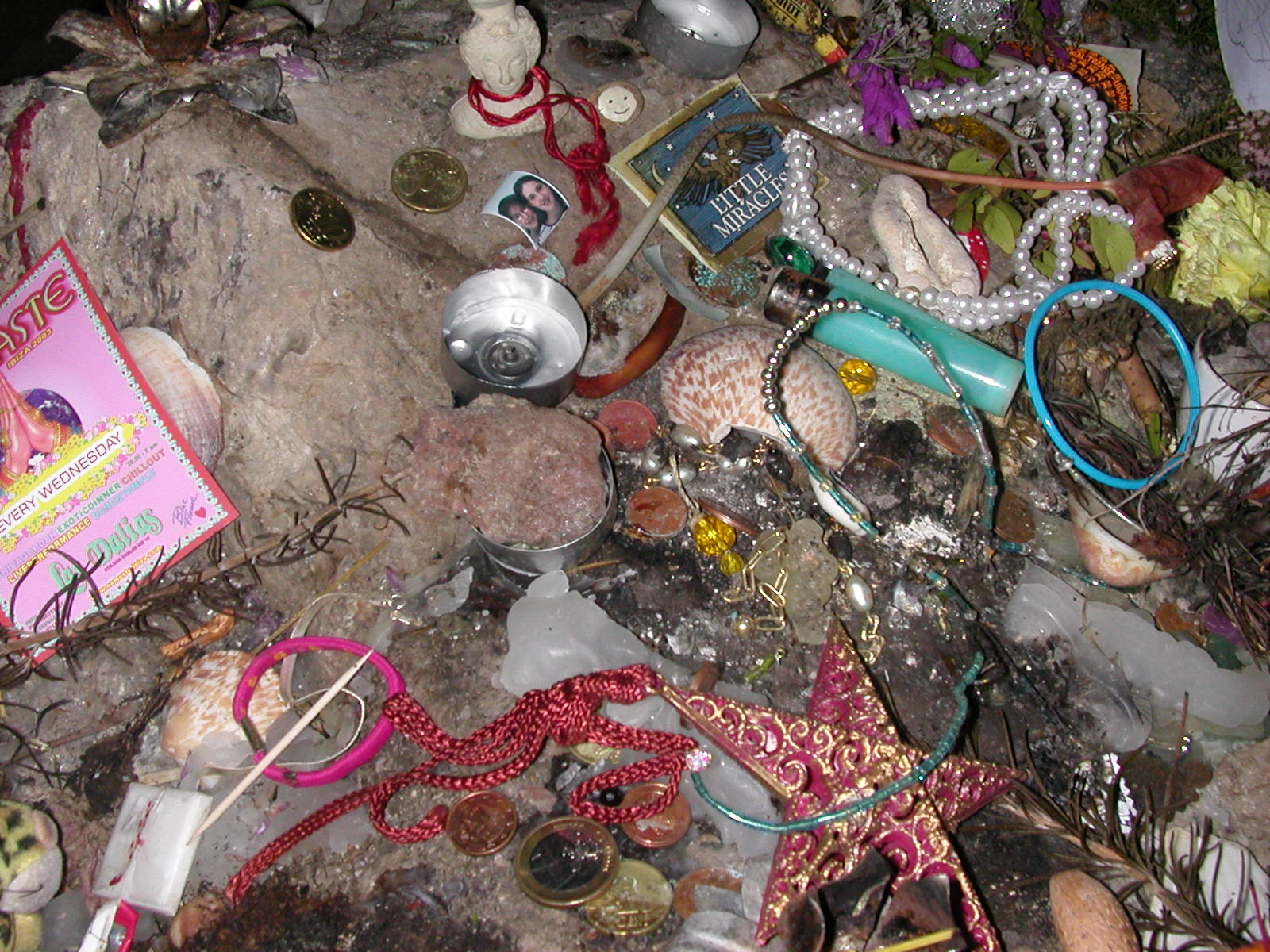
Hippiesker Altar in der Es Culleram-Höhle, Ibiza

Es Culleram (spanisch Cueva  d’es Cuieram bisweilen auch Cueva d’es Cuyeram) ist eine Höhle bei Sant Vincent de sa Cala im Nordosten der Insel Ibiza. Sie wurde von den Phöniziern vom 5. Jahrhundert v. Chr. bis 2. Jahrhundert n. Chr. als Kultstätte benutzt. Ihren Höhepunkt erlebte sie zwischen der Mitte des 2. Jahrhunderts v. Chr. und den ersten Jahrzehnten des 1. Jahrhunderts v. Chr. als der Göttin Tanit geweihtes Heiligtum.

## Lage
Die Höhle liegt auf einer Höhe von 150 m über dem Meeresspiegel am Südwesthang eines Ausläufers der Serra des Port im Nordosten Ibizas. Der nächste Ort ist Sant Vincent de sa Cala, knapp 2 Kilometer westlich. 1,2 Kilometer südöstlich liegt die Feriensiedlung Cala Sant Vicent.

## Beschreibung
Bereits in der Bronzezeit wurde Es Culleram als Wohnhöhle benutzt. Im 5. Jahrhundert v. Chr. wurde sie von den Karthagern in eine Kultstätte mit dreiteiliger Struktur umgewandelt. Am Höhleneingang wurde ein künstlicher Raum von rechteckigem Grundriss geschaffen, der teils in den Fels gegraben und teils mithilfe von Steinen verschiedener Größe eingefasst wurde. Ein Teil dieser Ummauerung wurde 1914 abgerissen. Nur ein Abschnitt der Westmauer ist erhalten, von der noch vier Reihen Steine mit einer Höhe von 75 cm und einer Breite von 80 cm übrig sind. Dieser Raum besaß ursprünglich eine Größe von etwa 40 m². Im Westen flankiert wird er von einer Zisterne von 4,30 m × 1,32 m Größe. Auch sie ist teilweise in den Fels gehauen, teilweise aus Steinmauerwerk und Mörtel gebaut und innen mit Kalk und Lehm beschichtet, um sie wasserdicht zu machen. Ihre heutige Höhe beträgt 1,35 m. Der zweite Teil der Anlage ist ein natürlicher Raum der Höhle mit einer Fläche von 60 bis 70 m. Ein Vorhang aus Stalaktiten gab ihm das Aussehen eines Hypostyls. Dieser Raum ist bereits in der Antike eingestürzt. Ein enger Durchlass zwischen zwei Stalagmiten führt in den eigentlichen Kultraum. Sein Grundriss ist unregelmäßig oval, mit einer Fläche von etwa 80 m². Seine Höhe beträgt fast fünf Meter. Hier wurden die meisten Votivgaben und Reste von Opfern gefunden. Der weitere Verlauf der Höhle ist bis heute nicht vollständig erforscht. Ihre bislang bekannte Gesamtfläche beträgt ca. 300 m².

## Grabungsgeschichte
1907 führten Berichte ansässiger Bauern über eine Höhle und über Funde alter Tongefäße, Knochen, Münzen und Figuren dazu, dass einige Mitglieder der vier Jahre zuvor gegründeten Archäologischen Gesellschaft Ibizas (Sociedad Arqueológica Ebusitana) sich am 17. Juli in die abgelegene Region begaben. Die Männer unter Führung von Juan Román y Calbet, dem Direktor der Gesellschaft, begannen sofort mit der Grabung, die innerhalb von sechs Wochen überaus reiche Funde zutage förderte, vor allem hunderte Terrakottafiguren. Im November 1914 kehrte Carlos Román Ferrer, der Sohn von Román y Calbet, nach Culleram zurück und setzte die Grabungen fort. Zuvor hatte es auch Raubgrabungen gegeben, die der Fundstätte erheblichen Schaden zugefügt hatten. Bis in die 1960er Jahre gab es keine offiziellen Grabungen, aber umfangreiche Plünderungen. Erst 1965 erhielt Epifanio de Fortuny (1898–1989) die Genehmigung für weitere Grabungen im äußeren Teil der Höhle. Auf diesen Bereich konzentrierte sich auch die bislang letzte Grabung, die von Juan Ramon vom 6. bis zum 13. Dezember 1981 durchgeführt wurden. 1994 wurde Es Culleram zum geschützten Kulturgut (Bien de Interés Cultural) erklärt und am 11. Juni 1999 vom Inselrat Ibizas für 6 Millionen Peseten erworben. Er ließ die Höhle im Jahr 2001 für 40 Millionen Peseten sanieren, um dem drohenden Einsturz zuvorzukommen.

## Funde
Unmittelbar nach der Wiederentdeckung der Höhle im Jahr 1907 wurden umfangreiche Grabungen vorgenommen, die die meisten der heute bekannten Funde zu Tage förderten. 1923 wurde in einem von einer früheren Grabung stammenden Schutthaufen nahe dem Eingang zur Höhle eine beidseitig beschriftete Bronzetafel gefunden, die Aufschluss über die religiöse Nutzung von Es Culleram gibt. Sie befindet sich heute im Museo Arqueológica Provincial de Alicante.
Die rechteckige, 2 bis 3 mm dicke Tafel hat eine Breite von 90 bis 93 mm und eine Höhe von 45 bis 47 mm. Sie weist sorgfältig gestanzte Löcher an zwei Ecken und an der gegenüberliegenden Schmalseite auf, die es ermöglichten, sie auf eine geeignete Unterlage zu nageln. Die auf beiden Seiten eingeritzten Inschriften aus phönizischen Schriftzeichen stammen aus zwei verschiedenen historischen Perioden. Aus dem Zustand des Textes lässt sich ableiten, dass die Platte ursprünglich größer war. Bei ihrer Wiederverwendung als Grundlage für die jüngere Inschrift wurde sie beschnitten und an einer Seite neu perforiert.
Der mit Ausnahme weniger Buchstaben gut lesbare Text auf Seite A der Tafel erklärt, dass das Heiligtum ursprünglich Reschef-Melkart geweiht war, einer Kombination der beiden phönizischen Götter Reschef, dem Gott des Feuers und des Lichts, sowie Melkart, dem Gott der Seefahrt und der Vegetation. Anhand der Schriftzeichen kann der Text auf die Zeit von der Mitte des 5. bis zur Mitte des 4. Jahrhunderts v. Chr. datiert werden.
Auf Seite B der Tafel wurde Jahrhunderte später – etwa um die Mitte des 2. Jahrhunderts v. Chr. – eine weitere Inschrift eingeritzt. Sie belegt, dass die Kultstätte zu dieser Zeit der Tanit geweiht war.
Den Hauptteil der bei verschiedenen Ausgrabungen gemachten Funde bilden Terrakotten. Allein 1020 davon sind glockenförmige weibliche Figuren, die aus der Zeit der Tanit-Verehrung stammen. Die Figuren mit Kalathos-Kopfschmuck tragen einen Umhang oder Mantel, der aus zwei großen, gefalteten Flügeln besteht. Die beachtliche Menge der Terrakotten lässt darauf schließen, dass sie in Es Culleram häufig für rituelle Praktiken verwendet wurden. Weitere Funde sind goldene Medaillons, ein Löwe aus Elfenbein, ein kleiner Altar und zahlreiche Knochen geopferter Tiere, fast ausschließlich Schafe und Ziegen.
Funde aus Es Culleram können im Archäologischen Museum in Ibiza besichtigt werden.

## Tourismus
Es Culleram kann ganzjährig auf eigene Faust besichtigt werden (Taschenlampen mitnehmen!). Jeden ersten Samstag im Monat gibt es Führungen, die in Cala de Sant Vicent starten.